# Двигатель Toyota GD
Toyota GD — семейство рядных четырёхцилиндровых автомобильных дизельных двигателей внутреннего сгорания японского концерна Toyota. Является преемником Toyota KD и отличается экономичностью благодаря технологии высокоэффективного сгорания топлива (ESTEC). Максимальная тепловая эффективность составляет 44%, что является показателем «высшего класса».
Двигатели Toyota GD выпускаются в трёх странах: в Японии, Бангалоре (Индии) подразделением Toyota Industries Engine India (TIEI) и Чонбури (Таиланд) подразделением Siam Toyota Manufacturing (STM).

## 1GD-FTV

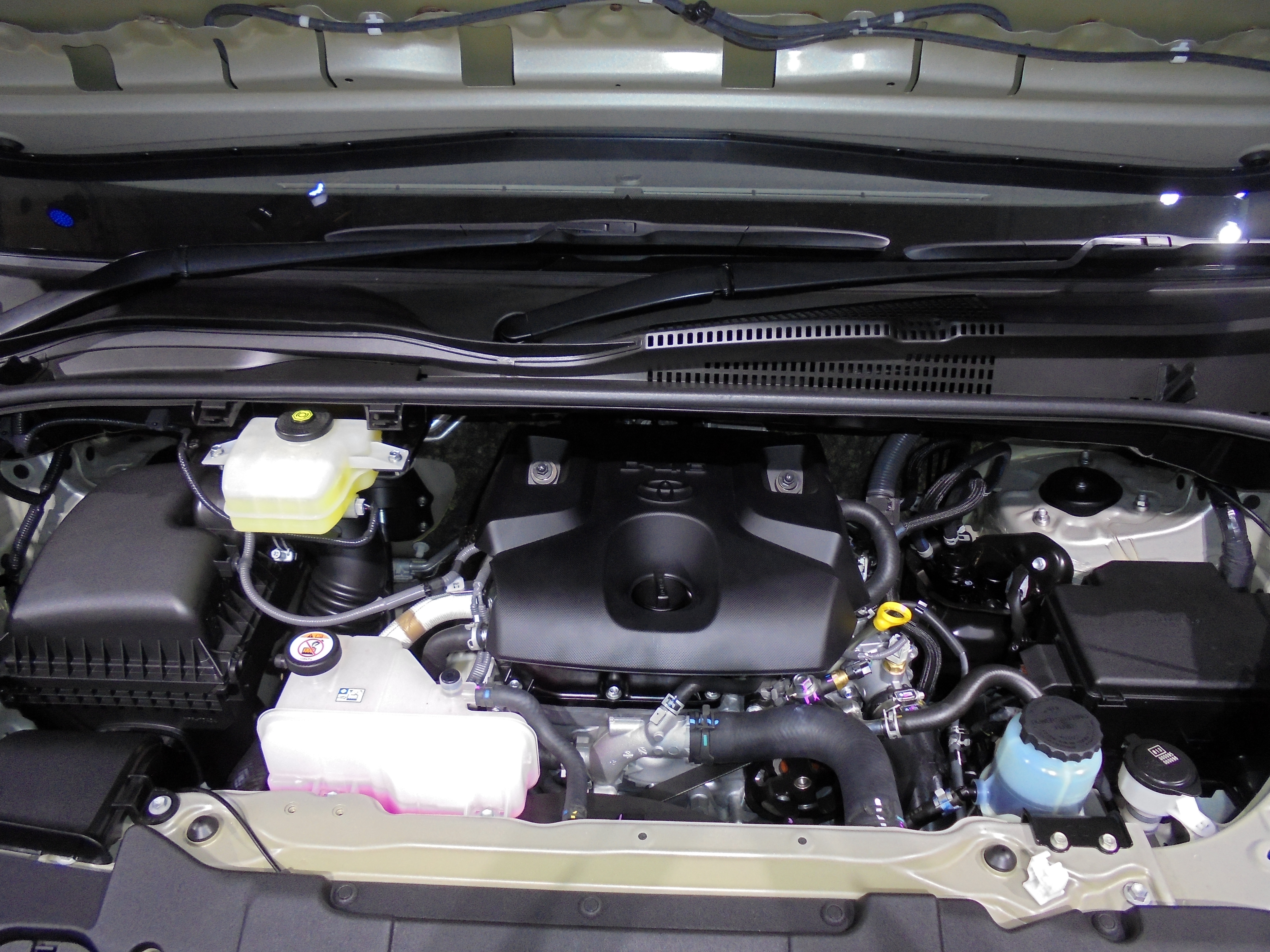
1GD-FTV

1GD-FTV является 2,8-литровым (2755 см3) рядным четырёхцилиндровым двигателем с турбокомпрессорами с изменяемой геометрией, цепным приводом и интеркулером. У него 16 клапанов и клапанный механизм DOHC, а степень сжатия — 15,6:1. Диаметр цилиндра и ход поршня составляют 92 мм × 103,6 мм. Мощность составляет 180 л. с. при 3400 об/мин, а крутящий момент 450 Н⋅м при 1600—2400 об/мин.

### Устанавливается на
- Hino 200
- Toyota Coaster (B70)
- Toyota Dyna
- Toyota HiAce (H200)
- Toyota HiAce (H300)[16]
- Toyota Hilux (AN120/AN130)[17]
- Toyota Innova (AN140)
- Toyota Land Cruiser Prado (J150)
- Toyota Fortuner (AN150)[18]
- Toyota GranAce/Majesty (H300)[19]
- Toyota Land Cruiser (J70)
- Toyota Land Cruiser Prado (J250)
- Yanmar 4LV[20][21][22][23][24]
- Thairung Transformer II

## 2GD-FTV

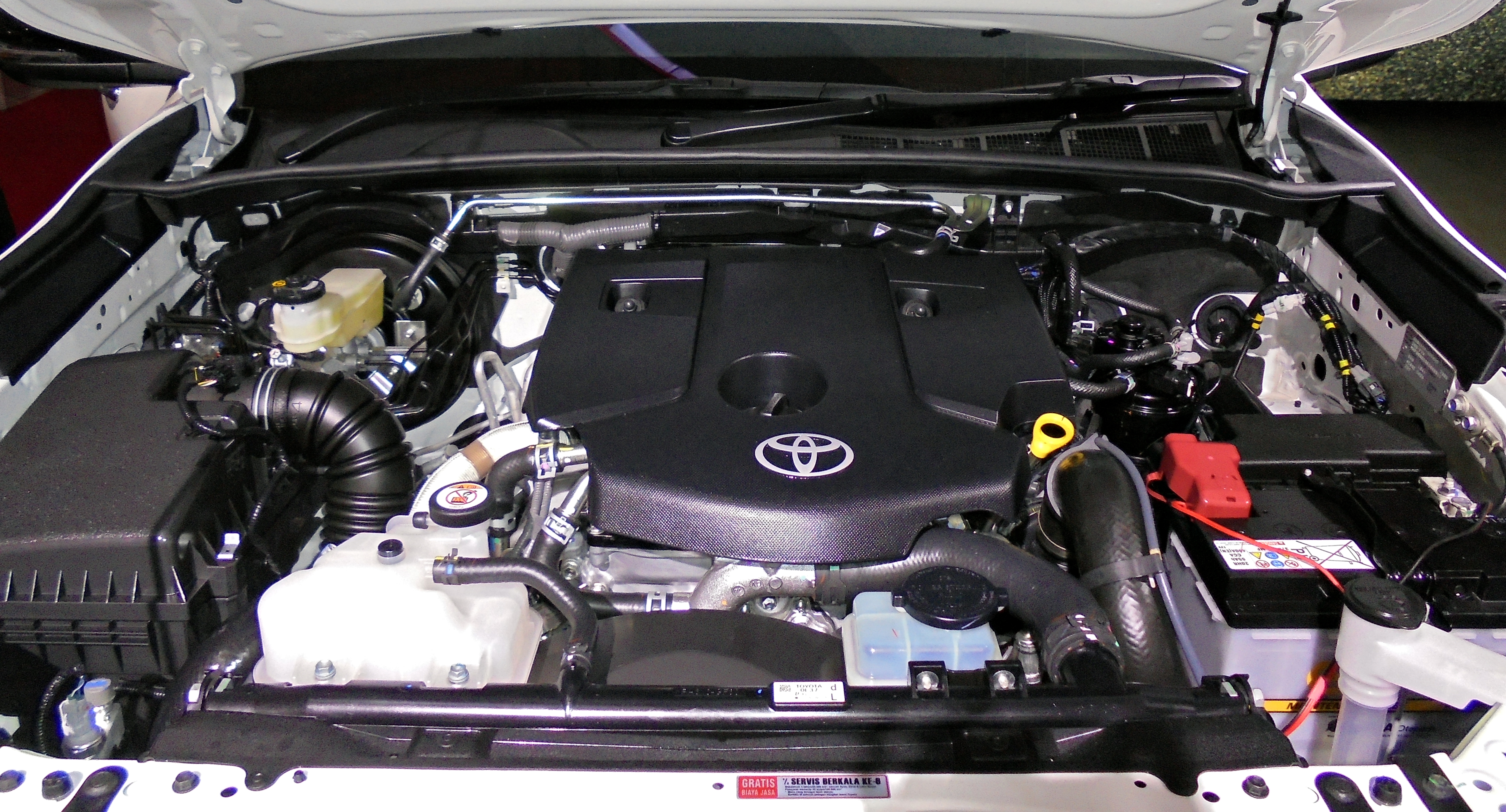
2GD-FTV

2GD-FTV является 2,4-литровым (2393 см3) рядным четырёхцилиндровым двигателем с турбонаддувом и интеркулером. У него 16 клапанов и клапанный механизм DOHC. Степень сжатия составляет 15,6:1, а диаметр цилиндра и ход поршня — 92 мм × 90 мм.

### Устанавливается на
- Toyota Hilux (AN120/AN130)
- Toyota Innova (AN140)[27]
- Toyota Fortuner (AN150)